# Soumission (technique de combat)
Pour les articles homonymes, voir Soumission.

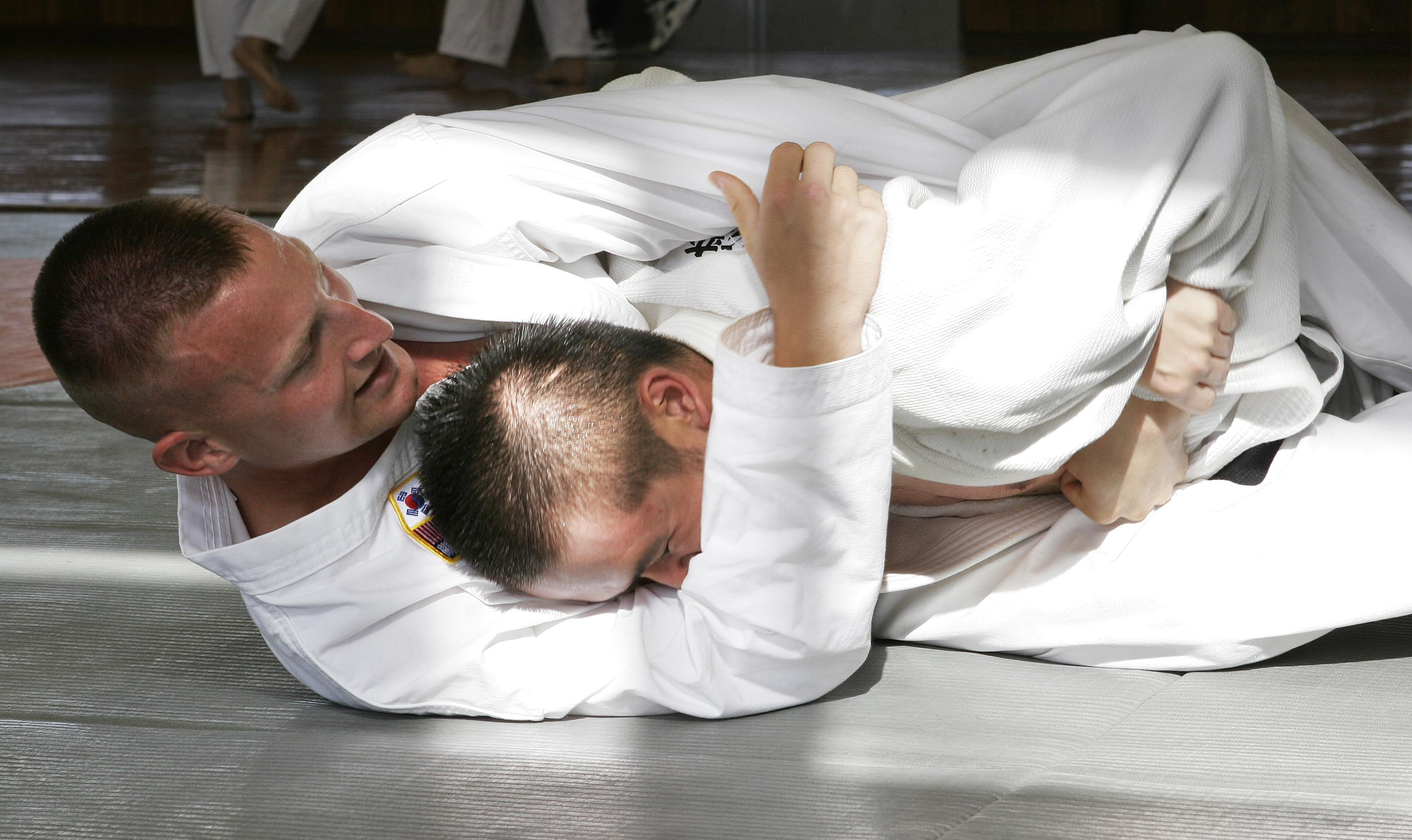
Technique de soumission lors d'un entraînement policier.

Une soumission, est une technique de combat consistant à faire abandonner son adversaire à l'aide de certaines techniques comme les étranglements ou les clés articulaires. En judo sportif, il est plus précisément question de « techniques d'abandon ».
Les règlements sportifs des fédérations imposent le plus souvent un âge minimum et un niveau de compétence minimum pour utiliser ses techniques en compétition et à l’entraînement.

## Règlements
Chaque sport de combat a son propre règlement : 
- En judo : clés de bras et étranglements exclusivement ;
- En arts martiaux mixtes : suivant le règlement en vigueur, clés sur les membres supérieurs et inférieurs (en extension, flexion et rotation), étranglements, compressions et actions combinées ;
- En lutte birmane : tout est possible.
- En jiu-jitsu brésilien : en fonction du grade, clé de coude, d'épaule, de genou, de cheville ou les étranglements avec ou sans utiliser le kimono.

## Techniques

### Clé articulaires
Elles consistent en l'application d'une force exercée par effet de levier à une articulation tout en se plaçant de façon à éviter une riposte de l'adversaire. Il y a plusieurs façons d'exercer une pression sur l'articulation :
- clé en flexion ;
- clé en extension : le but est de faire en sorte que l'articulation aille au-delà de sa capacité d'extension naturelle ;
- clé en torsion : on fait subir à l'articulation une torsion contre nature ;
- écrasements musculaires : généralement appliqués au biceps ou au mollet. Ils sont assimilés aux clés articulaires bien que physiologiquement leur action soit différente.

Une clé peut avoir de graves conséquences sur l'articulation, elle peut provoquer des lésions au niveau des ligaments, des tendons ou des muscles, et des luxations.

### Étranglements
Un étranglement est une technique de combat dont le principe est d'exercer une pression sur la gorge de l'adversaire afin de l'amener à perdre connaissance, il existe deux façons d'amener à la perte de connaissance : la première, l'étranglement sanguin, coupe l'arrivée du sang au cerveau en compressant les artères carotides et la deuxième, étranglement respiratoire, bloque l'arrivée d'air aux poumons en obstruant la trachée.
Ces techniques sont considérées dangereuses car un maintien trop long de la technique peut entraîner une perte de connaissance voire la mort par asphyxie. Les étranglements respiratoires sont plus lents à faire effet que les étranglements sanguins, de plus il y a un risque que les cartilages du larynx soient brisés. 